# Traité de Paris (1857)
Pour les articles homonymes, voir Traité de Paris.

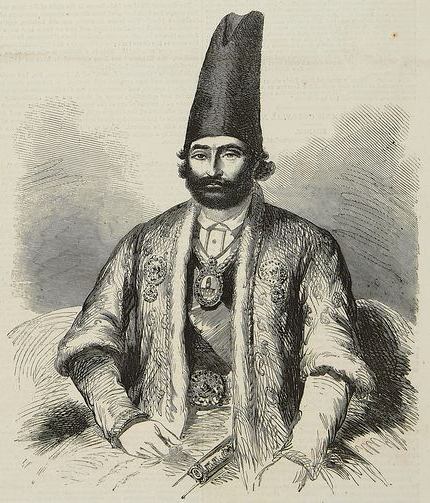
dans lIllustrated London News, 1857.

Le traité de Paris de 1857 a marqué la fin de la guerre anglo-perse. Les négociations côté perse ont été traitées par l'ambassadeur Ferouk Khan (en). Les deux parties ont signé le traité de paix le 4 mars 1857,.

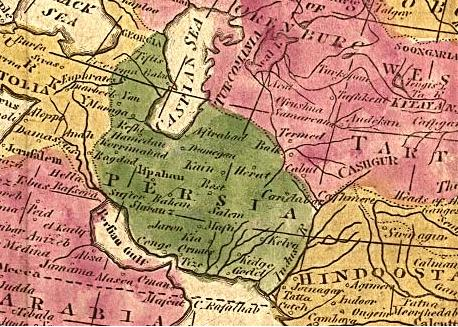
La Perse en 1808 selon une carte britannique, avant les pertes territoriales au nord au profit de la Russie, à la suite du traité de Golestan, et la perte d'Hérat au profit de la Grande-Bretagne en 1857 à la suite du traité de Paris.

Dans le traité, les Perses sont convenus de se retirer d'Hérat, de présenter des excuses à l'ambassadeur britannique à son retour, et ont signé un traité de commerce. Les Britanniques, de leur côté, ont accepté de ne pas accueillir les opposants au Shah dans leur ambassade, et ont abandonné leur demande de remplacer le Premier ministre ainsi que leur exigence de concessions territoriales à l'imam de Mascate, un allié britannique.